# Jean Brugerolle
Pour les articles homonymes, voir Brugerolle.
Jean Alfred Brugerolle est un homme politique français né le 10 mai 1840 à Massiac (Cantal) et décédé le 29 septembre 1884 à Massiac.

## Biographie
Médecin, il est conseiller général du canton de Massiac de 1871 à1884 et sénateur du Cantal de 1882 à 1884, inscrit au groupe de l'Union républicaine. Il meurt à 44 ans, en étant l'un des plus jeunes membres du Sénat.

## Sources
- Ressource relative à la vie publique :   - Sénat
- « Jean Brugerolle », dans Adolphe Robert et Gaston Cougny, Dictionnaire des parlementaires français, Edgar Bourloton, 1889-1891 [détail de l’édition]